# Distretto di Xuecheng
Il distretto di Xuecheng (薛城区S, Xuēchéng QūP) è un distretto della Cina, situato nella provincia dello Shandong e amministrato dalla prefettura di Zaozhuang.